# Castillo de Sinclairsholm
El Castillo de Sinclairsholm (en sueco: Sinclairsholms slott) es un castillo en el municipio de Hässleholm, Escania, en el sur de Suecia. Fue construido por el consejero privado danés Andrew Sinclair. 

## Historia
La propiedad fue fundada a principios del siglo XVII por el gobernador de la ciudadela de Landskrona, el consejero privado danés Andrew Sinclair. En 1620 hizo un intercambio por la casa parroquial que se convirtió en el lugar para la construcción del edificio, que según la inscripción sobre la puerta fue completada en 1626. Anders Sinclair, sin embargo, nunca vio la casa completada ya que murió en 1625 y su hijo Kristian Sinclair asumió el control. La finca después perteneció a Jochum Beck de Torup (probablemente mediante una compra), a Jörgen Marsvin, el gobernador del condado Håkan Nilsson Skytte, dentro de cuya familia permaneció hasta 1808. Desde entonces ha sido propiedad de la familia Gyllenkrook. Por medio de la Baronesa Eva Barnekow, nacida Gyllenkrook, la finca pasó a manos de la familia Barnekow, y en la actualidad pertenece al Barón Johan Barnekow.
Carl Linnaeus visitó el castillo entre el 17-19 de mayo durante su viaja a Escania en 1749. El propietario era entonces el Mayor Carl Henrik Skytte.